# أرت جان
أرت جان (بالإنجليزية: Art Jahn)‏ هو لاعب كرة قاعدة أمريكي، ولد في 2 ديسمبر 1895 في ستروبل في الولايات المتحدة، وتوفي في 9 يناير 1948 في ليتل روك في الولايات المتحدة.

## وصلات خارجية
- أرت جان على موقعبيزبول رفرنس.كوم (الدوري الرئيسي) (الإنجليزية)
- أرت جان على موقعبيزبول رفرنس.كوم (الدوري الثانوي) (الإنجليزية)